# System of a Down
I System of a Down (conosciuti anche con l'acronimo SOAD) sono un gruppo musicale alternative metal statunitense, formatosi a Los Angeles nel 1994.
Il gruppo è composto da Serj Tankian (voce, tastiera), Daron Malakian (voce, chitarra), Shavo Odadjian (basso) e John Dolmayan (batteria). Tutti e quattro i membri discendono dai superstiti del genocidio armeno del 1915, di cui parlano in molti brani.
Si fanno notare per le numerose influenze stilistiche, ma anche per l'impegno sociale e politico. Insieme al chitarrista Tom Morello guidano l'organizzazione non a scopo di lucro Axis of Justice, che riunisce associazioni politiche, fan e musicisti di varia estrazione per difendere la giustizia sociale. Hanno venduto più di 40 milioni di dischi in tutto il mondo, e nel 2024 si sono piazzati alla 11ª posizione della lista dei migliori gruppi heavy metal della storia stilata da Forbes.
Dal 2006 al 2010 il gruppo non è stato attivo e se ne è più volte vociferato lo scioglimento, ma è tornato sulle scene musicali a partire dall'estate 2011, partecipando a diversi tour mondiali.

## Storia del gruppo

### Soil (1992-1994)

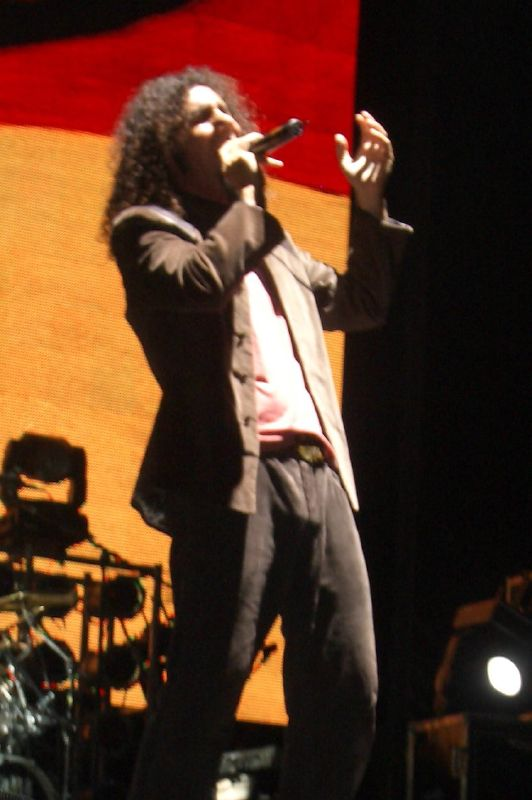
Serj Tankian

Serj Tankian, Daron Malakian e Shavo Odadjian erano tutti frequentatori della Rose and Alex Pilibos Armenian School da bambini, sebbene a causa della differenza di età non si incontrarono mai fino al 1992, mentre stavano suonando nei propri gruppi nello stesso studio di registrazione. Poco dopo formarono un gruppo chiamato Soil, costituito da Tankian alla voce e alla tastiera, Malakian alla voce e alla chitarra, Dave Hakopyan al basso e Domingo "Dingo" Laranio alla batteria. Odadjian inizialmente ricoprì il ruolo di manager per poi passare al ruolo di chitarrista ritmico. Nel 1994, dopo un solo concerto, Hakopyan e Laranio lasciarono il gruppo.

### Primi demo e la firma di un contratto (1994-1997)
Dopo lo scioglimento dei Soil, Tankian, Odadjian e Malakian decisero di formare un nuovo gruppo, chiamato System of a Down. Il nome deriva da un poema composto da Malakian intitolato Victims of a Down. Odadjian passò dalla chitarra al basso e passò le sue funzioni manageriali alla Velvet Hammer Music and Management Group e al suo fondatore, David "Beno" Benveniste. Alla batteria fu reclutato Ontronik "Andy" Khachaturian, un vecchio amico di scuola di Odadjian e di Malakian, con il quale suonò in un gruppo chiamato Snowblind. Con questa formazione i System of a Down realizzarono il primo demo, composto dai brani Sugar, Suitepee, Dam e P.L.U.C.K.; esso sarebbe successivamente apparso in rete durante il 2001, in coincidenza con il successo dell'album Toxicity. Nel 1996 fu pubblicato un secondo demo, composto dai brani Honey, Temper e Soil, mentre agli inizi dell'anno successivo ne uscì un terzo, contenente i brani Know, War? e Peep-Hole. Nella metà del 1997 Khachaturian abbandonò il gruppo a causa di infortunio alla mano (più tardi fonderà il gruppo The Apex Theory, il quale includerà l'ex-bassista dei Soil Dave Hakopyan) e fu sostituito da John Dolmayan, anch'egli di origini armene. Intorno allo stesso periodo il brano P.L.U.C.K. fu incluso in una raccolta relativa al riconoscimento del genocidio armeno intitolata Hye Enk ("Siamo armeni").
Subito dopo aver suonato in locali quali il Whisky a Go Go e il The Viper Room, il gruppo attirò l'attenzione del produttore Rick Rubin, il quale chiese loro di tenersi in contatto con lui. Mostrando grande interesse, il gruppo registrò Demo Tape 4 verso la fine dell'anno. Tuttavia, a differenza dei demo precedenti, Demo Tape 4 fu realizzato esclusivamente per essere inviato alle case discografiche (sebbene da allora circolarono in rete i brani presenti nel demo). I System of a Down perciò firmarono per la casa discografica di Rubin, la American Recordings, dopodiché iniziarono a registrare nello studio di Rubin alcune tracce che sarebbero finite nell'album di debutto. Sempre nel 1997, il gruppo vinse i Rock City Award nella categoria "Best Signed Band Award" ottenendo una maggiore popolarità che li portò, in pochi anni, a diventare uno dei gruppi più apprezzati di Hollywood e dintorni, oltre ad ottenere un posto all'Ozzfest Tour '98.

### System of a Down(1998-2000)
Terminata la serie di concerti dell'Ozzfest, sempre nel 1998, i System of a Down entrarono negli studi registrazione e pochi mesi più tardi pubblicarono il primo album in studio, dal titolo omonimo e composto da 13 brani, alcuni dei quali originariamente apparsi nei primi demo del gruppo. Il disco presentò uno stile unico per quei tempi, molto vicino all'heavy metal ma caratterizzato da tonalità più forti e rabbiose, influenze dalla musica tradizionale armena, rapidi riff di chitarra, cambi di tempo inaspettati, pause improvvise e growl vocali particolari ma allo stesso tempo molto crudi. Il missaggio del disco, curato da Dave Sardy, fu realizzato in modo che l'album apparisse quasi come un concerto, donando quindi sound "grezzo" a tutti i brani.
L'album riscosse ampi consensi di critica e di pubblico e vendette un gran numero di copie che gli assicurarono il doppio disco di platino da parte della RIAA e che proiettò di fatto il gruppo verso la fama internazionale. Dal disco fu estratto come unico singolo Sugar, mentre nello stesso periodo circolò a livello promozionale anche il brano Spiders.
A novembre dello stesso anno, i System of a Down apparvero nell'album di South Park Chef Aid: The South Park Album con il brano Will They Die 4 You, realizzato con la partecipazione di Ma$e, Puffy e Lil' Kim. Verso la fine del brano è possibile sentire Tankian cantare «Why must we kill our own kind?», frase più tardi inserita nel brano Boom! (presente in Steal This Album!). Nonostante il gruppo sia accreditato nell'album, il personaggio di South Park Chef non li introduce a differenza di tutti gli altri artisti che hanno partecipato all'album.
Nel 1998 inoltre circolarono voci relative al fatto che il gruppo avesse composto la cover del tema del videogioco della Nintendo, The Legend of Zelda. Il brano tuttavia è stato realizzato da un sound editor di Boston, Joe Pleiman, il quale lo pubblicò nel proprio album The Rabbit Joint del 1998. Questo errore fu dovuto a un utente di Napster che avrebbe condiviso la traccia con un nome errato; la grande somiglianza del timbro vocale di Pleiman con quello di Tankian fece sì che l'errore continuasse a diffondersi anche negli anni successivi.
Nella metà del 1999 il gruppo pubblicò l'EP Sugar E.P., dopodiché ritornò in tour con gli Slayer, per poi partecipare nuovamente all'Ozzfest. Nel 1999 i System of a Down proseguirono il loro tour promozionale unendosi prima alla tournée dei Fear Factory e degli Incubus, e poi al tour europeo dei Puya.
Nel 2000 il gruppo fu invitato a registrare una propria cover di Snowblind, brano dei Black Sabbath, che fu poi inserita nell'album tributo Nativity in Black II: A Tribute to Black Sabbath, che diede una ancora maggiore visibilità alla formazione losangelina. Nello stesso anno inoltre uscì Limited Edition Tour CD, un EP distribuito promozionalmente in occasione del tour che avrebbero intrapreso insieme ai Metallica.

### ToxicityeSteal This Album!(2001-2003)

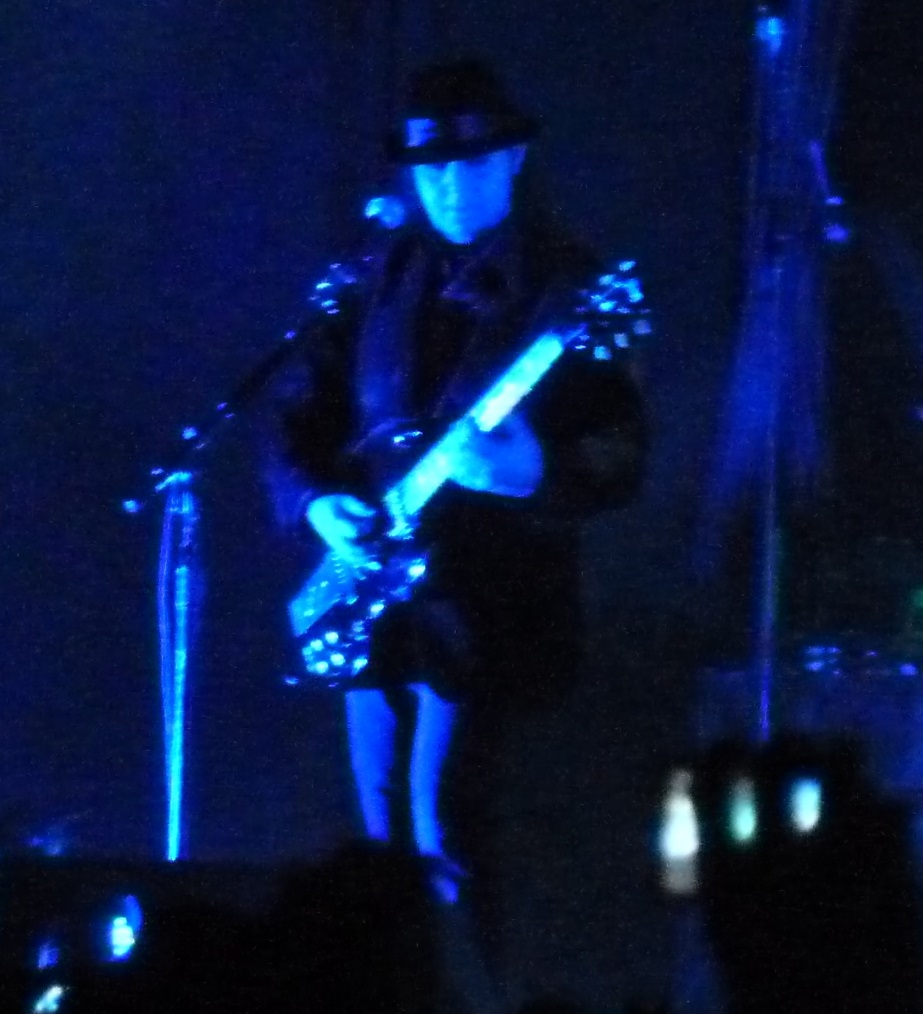
Daron Malakian

I System of a Down tornarono in studio di registrazione nei primi mesi del 2001 e il 4 settembre pubblicarono il loro secondo album, intitolato Toxicity. Il disco debuttò al primo posto nelle classifiche statunitensi e canadesi, ottenendo un gran numero di premi e vendendo un totale di 12 milioni di copie nel mondo, oltre ad essere stato certificato triplo disco di platino dalla RIAA. Dall'album vennero estratti tre singoli: Chop Suey!, Toxicity e Aerials.
Il brano Toxicity nel maggio 2006 venne inserito dalla rete televisiva VH1 alla posizione numero 14 nella classifica relativa alle 40 più belle canzoni metal di tutti i tempi.
Nell'album è presente una traccia fantasma intitolata Arto, che propone sonorità puramente tribali, curate dal musicista Arto Tunçboyacıyan, famoso per aver lavorato al fianco di jazzisti come Al Di Meola, Wayne Shorter e Chet Baker. In questo brano l'artista suona di tutto, da una bottiglia vuota di Coca Cola, a percussioni create direttamente dal suo petto nudo, a un vaso pieno d'acqua.
Nel 2002 la band, terminato un lungo tour mondiale, tornò in studio di registrazione e pubblicò nel novembre dello stesso anno il terzo album Steal This Album!, contenente in gran parte rifacimenti di brani registrati durante le sessioni di Toxicity. L'album ha ottenuto un discreto successo ed è stato certificato anch'esso come disco di platino dalla RIAA. La popolarità del disco è da attribuirsi anche alle dichiarazioni rilasciate dagli stessi componenti del gruppo, i quali sottolinearono immediatamente come i brani non fossero stati scartati da Toxicity perché considerati di minor livello ma semplicemente perché non avrebbero garantito la continuità complessiva dell'album.
Dall'album non venne estratto alcun singolo ma brani come Innervision e Boom! girarono a lungo nelle radio di tutto il mondo. Di Boom! inoltre venne realizzato un video musicale diretto dal regista Michael Moore come protesta contro la guerra in Iraq.
Nello stesso anno, durante l'Ozzfest Tour, l'headliner e fondatore dello show Ozzy Osbourne si dovette assentare per problemi familiari e fu sostituito interamente dagli stessi System of a Down, che per una decina di tappe furono gli ultimi a salire sul palco e riscossero perciò un grande successo.

### MezmerizeeHypnotize(2005-2006)

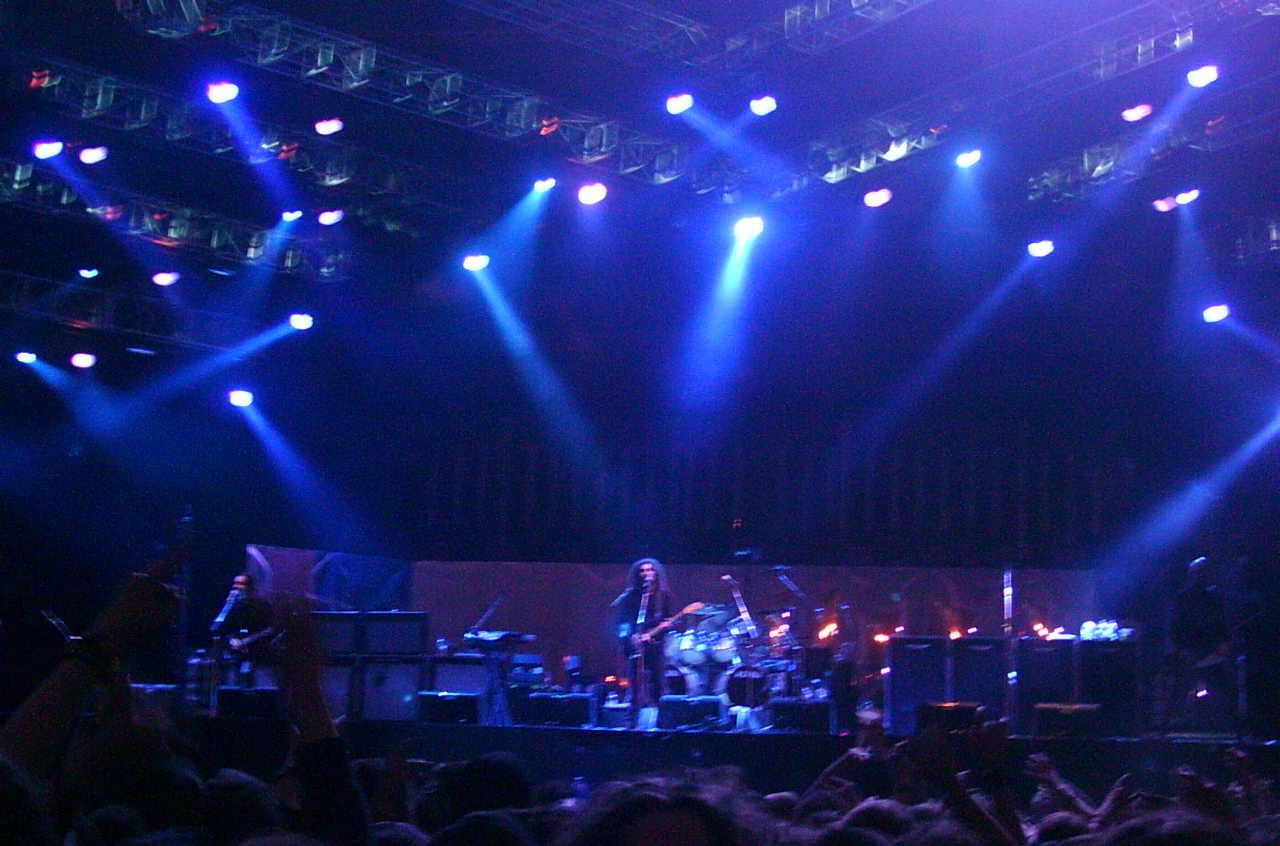
I System of a Down in concerto al Download Festival nel 2005

Tra il 2004 e il 2005 il gruppo scomparve quasi completamente dalle scene, esibendosi solamente in alcuni piccoli concerti, per dedicarsi alla composizione di nuove tracce. Durante il lungo lavoro in studio ci furono contrasti tra Tankian e Malakian, con il primo intenzionato a lasciare il gruppo a causa della predominanza del secondo riguardo alla direzione musicale da intraprendere. Nonostante ciò, il gruppo registrò 23 brani che furono pubblicati in due album tra loro musicalmente collegati, pubblicati a distanza di sei mesi l'uno dall'altro. Il primo disco, Mezmerize venne pubblicato il 17 maggio 2005, mentre il secondo, Hypnotize, uscì il 22 novembre dello stesso anno.
Mezmerize debuttò alla prima posizione nelle classifiche statunitensi, canadesi e australiane e vendette oltre 800 000 copie nel mondo. Dall'album vennero pubblicati i singoli B.Y.O.B. e Question!, il cui video venne diretto da Odadjian. Dopo l'uscita del disco la band partì per un tour negli Stati Uniti d'America e in Canada.
Anche Hypnotize debuttò alla prima posizione nelle classifiche americane, rendendo così i System of a Down, insieme ai Beatles, ai Guns N' Roses e al rapper DMX, gli unici artisti a essere riusciti a piazzare due album alla prima posizione nello stesso anno. Dall'album furono estratti il singolo omonimo e Lonely Day, che riscossero un ampio successo commerciale in tutto il mondo.
La band venne premiata a Lisbona in occasione degli MTV Europe Music Awards 2005 come miglior gruppo musicale alternativo e entrambi i dischi pubblicati nel 2005 divennero dischi di platino. Nel febbraio del 2006 i System of a Down furono anche premiati con un Grammy Award alla miglior interpretazione hard rock con B.Y.O.B., battendo i Nine Inch Nails e Robert Plant.

### Separazione e progetti solisti (2006-2010)

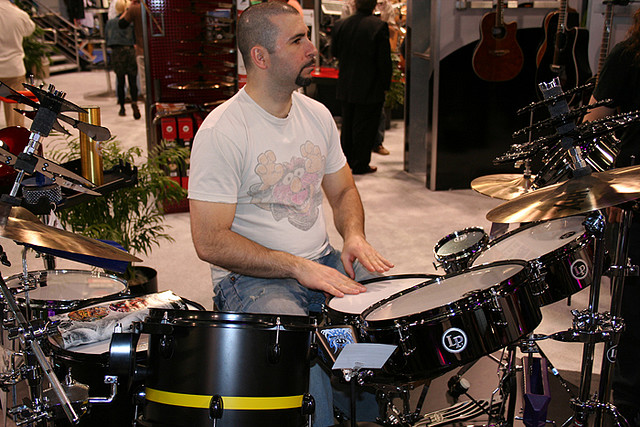
John Dolmayan nel 2009

Nel maggio 2006 i System of a Down annunciarono, durante il concerto finale dell'Ozzfest Tour, la decisione di prendersi una pausa di qualche anno e di sciogliere quindi il gruppo. Questa decisione della band fu subito interpretata dai mass media e da gran parte dei fans come l'annuncio di un definitivo scioglimento e perciò la band fu costretta a specificare meglio il significato di questa pausa musicale. Malakian pubblicò un'intervista dicendo: 
(Daron Malakian intervistato da Chris Harris per MTV)

Nel gennaio 2007 anche Tankian dichiarò: 
(Serj Tankian intervistato da Chris Harris per MTV)
Nel 2007 Tankian collaborò con i Deftones al singolo Mein e decise di intraprendere la carriera solista, nel corso della quale pubblicò gli album Elect the Dead (2007), Imperfect Harmonies (2010), Harakiri (2012) e Orca Symphony No. 1 (2013). Malakian e Dolmayan fondarono un nuovo gruppo chiamato Scars on Broadway, pubblicando l'omonimo album d'esordio nel 2008. Dolmayan inoltre lanciò il suo sito web personale, il cui nome è Torpedo Comics, dedicato ai suoi fumetti preferiti (dei quali è un grande fan sin da bambino). Odadjian, da parte sua, apparve come musicista ospite in un progetto esterno del rapper RZA dei Wu-Tang Clan denominato Achozen.
I System of a Down, seppur inattivi, vennero candidati agli MTV Europe Music Awards come "Migliore gruppo musicale alternative" del 2006, assieme ad altri gruppi come Korn, Muse, The Raconteurs ed Arctic Monkeys. La cerimonia di premiazione si tenne il 2 novembre 2006 a Copenaghen (Danimarca) e il premio venne assegnato ai Muse. Il gruppo vinse però un MTV Woodie Awards per l'impegno nel sensibilizzare il mondo riguardo al genocidio armeno e per l'interessamento e impegno durante la guerra nel Darfur.

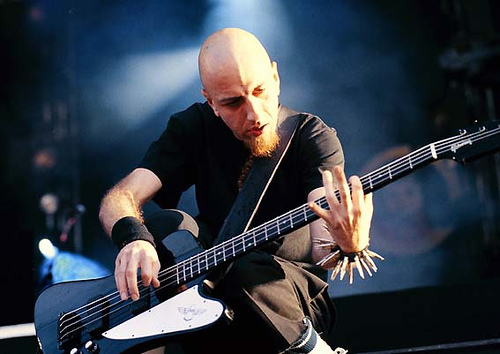
Shavo Odadjian

I System of a Down prestarono le loro voci per la cronaca del documentario Screamers, che illustra la "Storia dei genocidi" iniziando proprio da quello armeno. Il documentario, uscito il 12 gennaio 2007 diretto dall'attivista umanitaria Carla Garapedian, ha come sottofondo musicale le canzoni del gruppo e contiene anche vari spezzoni dei filmati riguardanti l'ultimo tour musicale sostenuto dalla band nel 2006. Il documentario è stato presentato in anteprima mondiale il 2 novembre 2006 a Los Angeles, California, e venne inserito nel AFI Film Festival.
Dolmayan, nel numero di ottobre 2008 del mensile Metal Maniac, annunciò un ipotetico ritorno del gruppo per il 2009, una volta completato un secondo album degli Scars on Broadway. Il gruppo avrebbe dato la disponibilità a riunirsi per rappresentare l'Armenia all'Eurovision Song Contest 2009, ma la condizione di poter citare il genocidio armeno negò la riunione del gruppo.
Nell'ottobre 2009, Odadjian organizzò un party di Halloween in un club di Los Angeles, annunciando una notte piena di sorprese, da non perdere per i fan della band. Ed in effetti, la sera del 31 ottobre, rappresenta l'inizio di una fievole speranza per gli appassionati del gruppo losangelino: Odadjian si esibì assieme agli Scars on Broadway, che suonarono tre brani: They Say (brano più noto degli Scars on Broadway), un brano inedito e Suite-Pee (prima traccia dell'omonimo album dei System of a Down).
Dopo più di tre anni dall'ultimo concerto di agosto 2006, la band quasi al completo (stando alle indiscrezioni Tankian aveva degli impegni che gli hanno impedito di presenziare) si riesibì in pubblico, dimostrando di non aver perso l'intesa e l'energia che li aveva contraddistinti per anni.
Il 20 novembre Malakian, Odadjian e Dolmayan suonarono assieme ai Deftones durante un concerto organizzato per raccogliere fondi per l'ex-bassista del gruppo, Chi Cheng, il quale si trovò in coma dal 2008 in seguito ad un incidente stradale. Nella scaletta vengono inseriti due brani dei System of a Down: Toxicity e Aerials.

### Reunion (2010-presente)

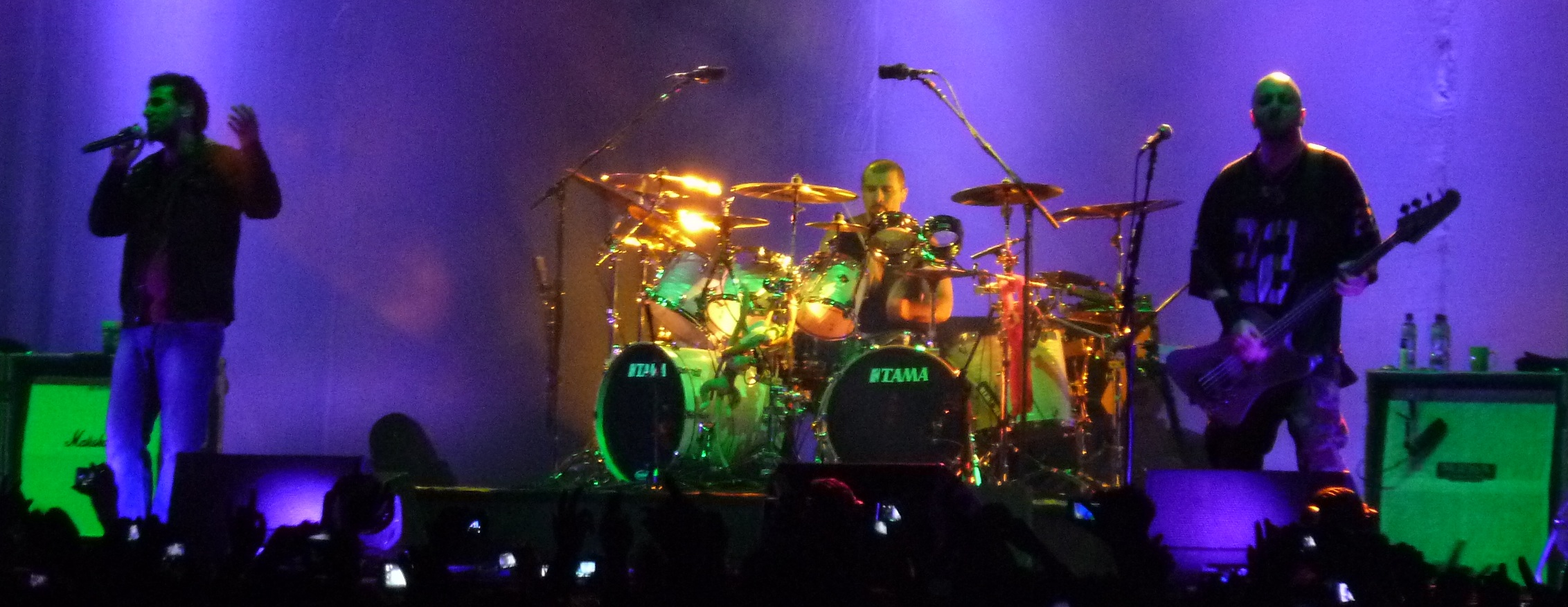
I System of a Down nel 2011.

L'11 gennaio 2010 Odadjian pubblicò su Twitter un messaggio criptico recitante «Siete pronti per i System?»; il giorno dopo, sempre su Twitter, Odadjian inserì un altro messaggio recitante "Riguardo al mio 'Siete pronti per i System?'. Non volevo dire che stiamo per tornare, ma nel caso, sareste pronti? Mi scuso per il fraintendimento. Volevo solo sapere se lo sareste", smentendo così tutte le indiscrezioni fondatesi. Il 28 gennaio postò il seguente messaggio: «Non lo so, davvero. Non dipende solo da me. Fidatevi, se fosse per me tornerei sul palco anche adesso. Ma lasciamo che le cose accadano organicamente». Il 25 agosto Tankian rivelò che il gruppo si era ufficialmente incontrato ma senza pianificare alcun concerto. Tuttavia il 29 novembre, tramite il sito ufficiale del gruppo, la band annunciò che si sarebbe riunita per alcune date europee nel giugno 2011 con il seguente comunicato:

Il 3 ottobre 2011 John Dolmayan venne intervistato dal canale brasiliano Multishow e, riguardo alla possibilità di far uscire il sesto album dopo la reunion, rispose:
In un'altra, il batterista parlò dei progetti futuri che hanno in mente i System of a Down, spiegando che molto probabilmente potrebbe essere pubblicato un DVD o un nuovo album, senza averne la certezza ufficiale. Il 20 maggio 2013 Odadjian, attraverso la propria pagina Facebook, rivolse alcune lamentele a Tankian riguardo ai continui rimandi sulla realizzazione del sesto album e motivando che lui e gli altri due componenti sono stanchi di aspettare il cantante impegnato con la sua carriera solista; tuttavia Dolmayan affermò che «tutti e quattro siamo ancora amici» mentre Tankian spiegò che i tour recenti sono stati fenomenali e c'era davvero tanto entusiasmo nel suonare tutti insieme. Il gruppo fece comunque sapere su Facebook che le dichiarazioni di Odadjian non riflettevano i pensieri dei System of a Down come band e che di fatto si trattavano di pensieri fuorvianti scritti con scarso giudizio; inoltre venne anche motivato che al momento non sono stati concordati piani per un sesto album in studio e che se dovesse essere realizzato, sarebbe più giusto realizzarlo tutti e quattro insieme.

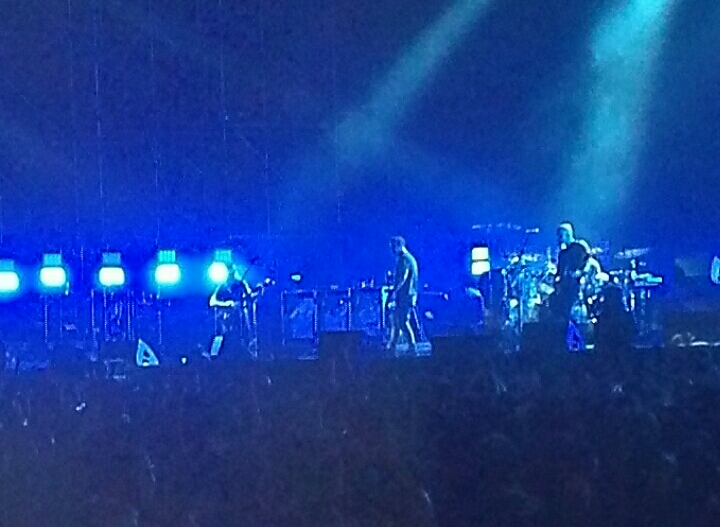
I System of a Down in concerto a Firenze nel 2017

A fine 2014 i System of a Down hanno annunciato una nuova tournée mondiale per il 2015, il Wake Up the Souls Tour, che li ha visti esibirsi al Rock in Rio in Brasile e a una serie di concerti in Europa con date a Lione, Colonia, Londra, Amsterdam, Bruxelles e Mosca, per poi concludersi con un concerto gratuito alla Republic Square di Erevan (Armenia) in occasione del centesimo anniversario del genocidio armeno. Un'ulteriore tournée si è invece svolta tra giugno e luglio 2017.

Durante il 2017, in un'intervista con Kerrang!, Dolmayan ha rivelato che il gruppo ha a disposizione 15 inediti da utilizzare per un possibile sesto album in studio:
 Nel luglio dell'anno seguente tuttavia sia Malakian che Tankian hanno rilasciato alcune dichiarazioni relative all'impossibilità del gruppo di comporre e registrare il sesto album a causa di differenti visioni musicali dei due musicisti.
Il 6 novembre 2020 i System of a Down hanno pubblicato a sorpresa il doppio singolo Protect the Land/Genocidal Humanoidz, segnando così la prima uscita di materiale inedito a distanza di 15 anni dagli album Mezmerize e Hypnotize. La volontà di rendere disponibile due brani inediti è stata dettata dal gruppo al fine di sensibilizzare l'opinione pubblica riguardo alla seconda guerra nel Nagorno-Karabakh e i ricavati derivanti dalla vendita del singolo sono stati devoluti all'associazione Armenia Fund.

## Stile musicale

### Il dibattito sul loro genere
La categorizzazione del genere musicale dei System of a Down ha da sempre creato molte problematiche. Molti critici affermano che il sound proposto dal gruppo può essere definito come nu metal.
La band sin dai suoi esordi venne etichettata come gruppo nu metal. Questo può essere dipeso dal periodo di uscita del primo album, che si colloca negli anni dei primi successi di questo genere musicale, nato nella seconda metà degli anni novanta. Oltre a ciò il gruppo vanta diverse partecipazioni all'Ozzfest, che, tipicamente, è un festival nato per presentare gruppi nu metal emergenti. Non meno importante è il fatto che la loro musica contiene quelli che molti considerano i tratti primari di questo stile, ovvero il raro utilizzo di assoli di chitarra ed una struttura dei brani tipica della scena nu metal, basata sullo schema «verso, ritornello, verso, ritornello, interludio, ritornello». Il gruppo, tuttavia, non fa mai uso di rapping o scratch e pertanto venne successivamente definito alternative metal, grazie anche alla presenza in alcuni brani di chitarre molto distorte, sonorità vicine al thrash metal e richiami ritmici e melodici alla musica tradizionale armena e alla world music, elementi che inquadrano il suono del gruppo statunitense in un ambito talmente eclettico da essere di difficile classificazione.

Lo stesso gruppo ha inoltre dichiarato di non considerarsi appartenente al nu metal. Il chitarrista Daron Malakian, in un'intervista concessa alla rivista statunitense Guitar World, si è dichiarato contento del fatto che i System of a Down non fossero stati inseriti in questo genere. Durante un concerto del 2005, ha dichiarato: 
 Sempre nel 2005, in un'intervista con il quotidiano statunitense Houston Press, Daron disse: 

### Stile ed influenze
Il gruppo cita come propri ispiratori la musica del Medio Oriente, Ozzy Osbourne, Black Sabbath, Led Zeppelin, Def Leppard, Scorpions, Morbid Angel, Death, Obituary, Eazy-E, N.W.A, Run DMC, Umm Kulthum, Abd el-Halim Hafez, Bee Gees, Grateful Dead, The Beatles, Red Hot Chili Peppers, Dead Kennedys, Metallica, Miles Davis, Alice in Chains, Slayer e Kiss.
Le origini mediorientali del gruppo hanno un ruolo molto importante nella natura della musica da loro prodotta. Le loro principali influenze musicali provengono in particolare da gruppi rock alternativo. Analizzando più attentamente le loro sonorità, sono però riscontrabili fonti provenienti dall'heavy metal, dal punk rock, dal jazz, dal fusion, dalla musica tradizionale statunitense, dal blues e da generi più industriali e vicini al pop.
Tutti questi generi vengono, come già detto, combinati a sonorità provenienti dalla musica tradizionale armena, rintracciabili, in particolare, nel timbro vocale di Tankian, distorsioni derivate dal thrash metal, versi che sfiorano il demenziale e talvolta venature gotiche. Proprio riguardo ai testi delle canzoni, Malakian ha più volte affermato che il suo modo di comporre i brani è stato ispirato notevolmente dai Beatles, mentre Odadjian e Tankian hanno citato come loro influenze primarie i Kiss. Tutti i componenti del gruppo hanno mostrato profonda ammirazione per gruppi come Van Halen e Dead Kennedys. Nella loro musica sono rintracciabili anche influenze di gruppi quali Primus, Slayer, Suicidal Tendencies e Korn (a loro volta si sono rivelati essere un gruppo molto importante nella scena alternative metal, influenzando gruppi come Linkin Park, Bloodsimple, Abloom, Kiss Kiss, Shallow Water Blackout, Say When, Escape the Fate, Thirty Seconds to Mars e l'ultima produzione degli Extreme).
Il suono prodotto dai System of a Down rimane comunque molto particolare e unico nel suo genere e per questo difficilmente riconducibile al sound proposto da altre band. Inoltre compongono i loro brani grazie all'utilizzo di una gran quantità di strumenti musicali, che variano dai mandolini elettrici alla tastiera e dalle chitarre a 12 corde agli strumenti tradizionali armeni, rendendo quindi difficile una loro categorizzazione all'interno di influenze musicali precise.

## Formazione
Attuale
- Serj Tankian – voce, tastiera; occasionalmente anche chitarra (1994-2006, 2011-presente)
- Daron Malakian – voce, chitarra; occasionalmente anche tastiera (1994-2006, 2011-presente)
- Shavo Odadjian – basso, cori (1994-2006, 2011-presente)
- John Dolmayan – batteria (1997-2006, 2011-presente)

Ex componenti
- Ontronik Khachaturian – batteria (1994-1997)

Turnisti
- David Sarko – cori (1997)
- Harry Perry – chitarra ritmica (Ozzfest 2006)

## Discografia
- 1998 – System of a Down
- 2001 – Toxicity
- 2002 – Steal This Album!
- 2005 – Mezmerize
- 2005 – Hypnotize

## Riconoscimenti

### Grammy Awards
| Anno | Titolo     | Cerimonia                         | Risultato       |
| ---- | ---------- | --------------------------------- | --------------- |
| 2002 | Chop Suey! | Miglior interpretazione metal     | Candidato/a     |
| 2003 | Aerials    | Miglior interpretazione hard rock | Candidato/a     |
| 2006 | B.Y.O.B.   | Miglior interpretazione hard rock | Vincitore/trice |
| 2007 | Lonely Day | Miglior interpretazione hard rock | Candidato/a     |

### Altri premi
- 2005 – Best Alternative Act agli MTV Europe Music Awards
- 2006 – MTV Good Woodie Award con il brano Question!
- 2006 – Il brano Toxicity si è piazzato alla numero 14 nella classifica VH1 Top 40 Metal